# Yasmine Dahm
Pour les articles homonymes, voir Dahm.
Yasmine Dahm est une actrice, mannequin et chanteuse française née le 1er février 1956 à Joigny.

## Biographie
Yasmine Dahm commence sa carrière chez Catherine Harlé début 1970 et est mannequin pendant 15 ans. Elle tourne 40 films publicitaires — dont notamment un pour le chocolat Crunch, réalisé par Jean-Jacques Annaud — et est photographiée par les plus grands photographes, surtout pour des magazines pour adolescents, en particulier par Adrian Lyne pour une publicité pour parfum.
Adriano Celentano lui remet un Lion d'or à la Mostra de Venise en 1971 pour avoir été élue Euro Beauty Girl 1971. La même année, elle est élue première dauphine de Mlle Âge tendre 1972 (la lauréate, Ghislaine Roussel, future Nathalie Roussel, forme avec elle un duo du nom de Vitamine, le temps d'une chanson en 1980).
Elle débute en 1972 dans un téléfilm, Pour une pomme réalisé par Jean-Marie Périer, qui la photographie très souvent, mais son interprétation de Sophie dans le long métrage Au rendez-vous de la mort joyeuse de Juan Luis Buñuel en 1973 reste son rôle le plus marquant.
On peut aussi noter une participation dans les séries télévisées Un juge, un flic et Les Saintes chéries, Michel l’enfant roi d’André Téchiné. Elle   enregistre également quelques chansons, dont une en duo avec Nathalie Roussel.
Éric Estève est son compagnon depuis 1975. Ils ont une fille, Jordane, née en 1993.

## Filmographie
- 1977 : Un juge, un flic  (1 épisode, 1977) :  Le mégalomane (série TV) : Titi.
- 1973 : Au rendez-vous de la mort joyeuse, film  de Juan Luis Buñuel : Sophie.
- 1972 : Pour une pomme, téléfilm de Claude Barrois et Jean-Marie Périer : Sarah.
- 1972 : Michel l’enfant roi, film d’André Téchiné : Françoise.

## Discographie
- Sois pas si bête (Pathé), en solo. Producteur : Bernard Saint-Paul.
- January (Pathé), en solo. Producteur : Bernard Saint-Paul.
- Annie Tendresse, 1980, (Barclay), en duo (appelé Vitamine) avec Nathalie Roussel (une amie et actrice). Producteur : Éric Estève.